# Hôtel de Gassendi
Pour les articles homonymes, voir Gassendi (homonymie).
L'Hôtel de Gassendi (d'Adaoust ou Saboulin Bollena) est un hôtel particulier situé au n° 44 du Cours Mirabeau, à Aix-en-Provence, Provence-Alpes-Côte d'Azur, France. Le bâtiment est situé près de l'extrémité Est du Cours et de la statue du Roi René.

## Construction et historique
L'hôtel fut élevé pour Pierre Maurel entre 1646 et 1650, durant la première vague de construction d'hôtels particuliers sur le tout nouveau Cours Mirabeau.
Il est vendu par Prosper Gassendi à Laurent d'Adaoust, conseiller secrétaire du roi audiencier en la chancellerie de Provence et restera  pendant tout le XVIIIe siècle dans la famille d’Adaoust. 
C’est à cette époque qu’il prit son apparence actuelle grâce aux nombreux embellissements qui furent alors réalisés, notamment la façade aux décors de style Louis XVI avec sa niche d’angle votive à la Vierge à l’Enfant et à l’intérieur des décors des sculpteurs sur plâtre Antoine Babeau et Jean-Louis Michel. Il a hébergé les trois derniers Lieutenants généraux des armées et commandants en chef de Provence (Vogüe, Thiard-Bissy, et Caraman-Chimay). 
Il passe ensuite par mariage dans la famille de Saboulin Bollena qui le conservera jusqu'au début du XXe siècle. 
C'est dans cette maison que fut élevé l'abbé Léon de Saboulin Bollena, Oblat de Marie, prêtre des pauvres, administrateur du bureau de Bienfaisance, cofondateur de la revue Annales religieuses, philosophiques et littéraires d’Aix (1837), ami et correspondant de Eugène de Mazenod, ainsi que ses neveux Gabriel de Saboulin Bollena, avocat, bâtonnier du barreau d'Aix-en-Provence, photographe, Pierre-Humbert de Saboulin Bollena, avocat, félibre, lauréat du concours pour l’inscription de la Croix de Provence en haut de la Sainte-Victoire, Armand de Saboulin Bollena, journaliste, intellectuel légitimiste, disciple de Frédéric Le Play et proche de Charles de Ribbe, en 1877 il est conseiller municipal d'Aix en Provence, et leur sœur Delphine de Saboulin Bollena, poétesse connue sous le nom de « Marie de Bec ». 
Le bâtiment a été divisé en plusieurs appartements depuis le XXe siècle. Le rez-de-chaussée est à présent occupé par une activité commerciale.

## Architecture
La façade est en maçonnerie de blocage, recouverte d'un enduit.
Le balcon du premier étage possède une belle ferronnerie et est soutenu par des consoles et mascarons à la porte d'entrée.
Le coin de l'hôtel particulier au croisement du Cours et de la rue Frédéric Mistral présente une niche d'angle votive de la Vierge à l'Enfant.